# 矛吻蝠屬
矛吻蝠屬（学名：Phyllostomus）是哺乳綱翼手目葉口蝠科的一屬，而與矛吻蝠屬（矛吻蝠）同科的動物尚有圓耳蝠屬（圓耳蝠）、纓唇蝠屬（纓唇蝠）、狹面矛吻蝠屬（狹面矛吻蝠）、美洲矛吻蝠屬（鋸緣矛吻蝠）等之數種哺乳動物。

## 下属物种
本属包括以下物种：
- 苍白矛吻蝠 Phyllostomus discolor Wagner, 1843，淡色葉口蝠(Pale spear-nosed bat)
- 细长矛吻蝠 Phyllostomus elongatus (E.Geoffroy, 1810)，細長葉口蝠(Lesser spear-nosed bat)
- 矛吻蝠 Phyllostomus hastatus (Pallas, 1767)，葉口蝠(Greater spear-nosed bat)
- 侧叶矛吻蝠 Phyllostomus latifolius (Thomas, 1901)，偏葉葉口蝠(Guianan spear-nosed bat)